# Prionostemma albimanum
Prionostemma albimanum is een hooiwagen uit de familie Sclerosomatidae.